# Хорватська Дубиця
Хорватська Дубиця (хорв. Hrvatska Dubica) — населений пункт і громада в Сисацько-Мославинській жупанії Хорватії.

## Населення
Населення громади за даними перепису 2011 року становило 2089 осіб. Населення самого поселення становило 1040 осіб.
Динаміка чисельності населення громади:
Динаміка чисельності населення центру громади:

## Населені пункти
Крім поселення Хорватська Дубиця, до громади також входять: 
- Вачин
- Доні Церовляни
- Горні Церовляни
- Слабиня
- Живая

## Клімат
Середня річна температура становить 11,41 °C, середня максимальна – 26,11 °C, а середня мінімальна – -5,84 °C. Середня річна кількість опадів – 961 мм.
| Клімат поселення                              | Клімат поселення | Клімат поселення | Клімат поселення | Клімат поселення | Клімат поселення | Клімат поселення | Клімат поселення | Клімат поселення | Клімат поселення | Клімат поселення | Клімат поселення | Клімат поселення | Клімат поселення |
| Показник                                      | Січ.             | Лют.             | Бер.             | Квіт.            | Трав.            | Черв.            | Лип.             | Серп.            | Вер.             | Жовт.            | Лист.            | Груд.            |                  |
| Середній максимум, °C                         | 6,77             | 9,01             | 13,41            | 17,90            | 22,84            | 26,11            | 25,32            | 24,46            | 20,71            | 15,66            | 10,24            | 5,90             |                  |
| Середня температура, °C                       | 0,46             | 2,70             | 7,10             | 11,59            | 16,55            | 19,82            | 21,38            | 20,52            | 16,77            | 11,72            | 6,30             | 1,99             |                  |
| Середній мінімум, °C                          | −5,84            | −3,6             | 0,81             | 5,28             | 10,24            | 13,50            | 17,44            | 16,60            | 12,85            | 7,79             | 2,37             | −1,96            |                  |
| Норма опадів, мм                              | 62               | 57               | 67               | 81               | 85               | 96               | 88               | 87               | 83               | 87               | 92               | 76               |                  |
| Середньомісячна швидкість вітру, м/с          | 1.53             | 1.80             | 2.14             | 2.10             | 1.90             | 1.74             | 1.70             | 1.60             | 1.52             | 1.60             | 1.60             | 1.60             |                  |
| Середньомісячна сонячна радіація, кДж/м²·день | 4348             | 7201             | 11027            | 15475            | 19662            | 21877            | 22910            | 20059            | 14849            | 9205             | 4940             | 3621             |                  |
| --------------------------------------------- | ---------------- | ---------------- | ---------------- | ---------------- | ---------------- | ---------------- | ---------------- | ---------------- | ---------------- | ---------------- | ---------------- | ---------------- | ---------------- |
| Джерело:                                      |                  |                  |                  |                  |                  |                  |                  |                  |                  |                  |                  |                  |                  |